# Robert Nelson (powstaniec)
Robert Nelson (ur. 8 sierpnia 1794, zm. 1 marca 1873) – lekarz z Dolnej Kanady, podczas rebelii w Dolnej Kanadzie jeden z przywódców powstańczych.
Nelson urodził się w Sorel koło Montrealu w rodzinie imigrantów z brytyjskich, studiował medycynę w Montreal i na Harvard University i rozpoczął praktykę w 1814 roku. W czasie wojny brytyjsko-amerykańskiej w 1812 był lekarzem wojskowym.
W 1827 roku Nelson zajął się, razem z bratem Wolfredem, polityką w Partii Patriotów. 4 listopada 1837 został, razem z innymi politykami, aresztowany. W przeciwieństwie do brata, który walczył w bitwie pod Saint-Denis został szybko zwolniony. Pod wpływem pobytu w więzieniu dołączył do rebeliantów, którzy wycofywali się do USA. Tam został wybrany dowódcą wojsk powstańczych i zaocznie prezydentem przyszłej republiki Dolnej Kanady.
28 lutego 1838, razem z trzystu ludźmi, urządził bazę w pobliżu Alburga w Vermont i proklamował niepodległość Dolnej Kanady oraz rozpoczął kolportację kopii deklaracji. Wkrótce został aresztowany przez amerykańskie wojsko za pogwałcenie neutralności USA, ale został zwolniony przez ławę przysięgłych, gdyż większość jej członków sympatyzowała z powstańcami.
Nelson ponownie wkroczył do Kanady 3 listopada 1838 roku, ale szybko jego siły zostały zmuszone do kapitulacji. Władze brytyjskie ogłosiły amnestię i pozwoliły powstańcom na powrót do kraju.
Robert Nelson zmarł 1 marca 1873 w nowojorskim Staten Island i został pochowany na cmentarzu Notre-Dame-des-Neiges Cemetery w Montrealu.